# Мензелинский Пророко-Ильинский монастырь
Мензелинский Пророко-Ильинский монастырь (тат. Минзәлә Илҗә пәйгамбәр кәшишханәсе) — уничтоженный нештатный общежительный женский монастырь Уфимской епархии, существовавший в 1860—1929 годах в городе Мензелинске Уфимской губернии .
В начале XX века являлся одним из крупнейших женских монастырей в Уфимской епархии. В монастыре хранилась копия чудотворной Почаевской иконы Божией Матери, подаренная в 1902 году епископом Антонием III. Каменная ограда монастыря является памятником культовой архитектуры конца XIX века.

## История
В 1831 году мещанка Е. Ф. Собина приобрела в Мензелинске дом-келью, в которой собирала девиц, желающих посвятить себя иночеству. В 1830—1840 годах при церкви Илии Пророка организована, а с 1855 года — открыта община келейниц-черничек при церкви Пророка Илии в городе Мензелинске. В 1860 году по указу императора Александра II община преобразована в монастырь.
В 1868 году при монастыре открыта церковно‑приходская школа для девушек (в 1899 году переехала в новое здание), а также бесплатная столовая и богадельня для малолетних сирот и престарелых женщин.
В Первую мировую войну в здании монастыря действовал лазарет и приют для 16 солдатских детей. Также монастырём пожертвовано 1000 аршин холста для пошива белья солдатам и оказана материальная помощь местному населению.
В 1921—1929 годах монастырь закрыт: осенью 1928 года в монастыре произведён обыск и изъяты ценности и продукты. Летом 1932 года уничтожен вместе с церквями.

## Ансамбль
Построенная в 1799 году церковь Илии Пророка относилась к монастырю. Каменная церковь Тихвинской иконы Божией Матери, построенная и освящённая в 1865 году над святыми вратами, имела три престола с приделами во имя Святителя и Чудотворца Николая и св. Архангела Михаила. Главная каменная церковь Вознесения Господня, построенная в 1877 году и освящённая в 1878 году, имела приделы в честь иконы Божией Матери «Споручница грешных» (освящён в 1880 году) и святого Серафима Саровского (освящён в 1903 году).
В 1877 году на монастырской даче построена церковь в честь Преображения Господня. В 1878 году в стиле эклектики построена церковь Троицы Живоначальной, в 1886 году — церковь Иконы Казанской Божией Матери.
Монастырский ансамбль был окружён каменной стеной, которая сохранилась.

## Владения
В 1860 году монастырь получил 150 десятин земли в дар от мещанок Е. Ф. Собиной и Д. А. Реутовой, и протоиерея А. Шильнова. К 1918 году монастырь владел 821 десятинами земли и тремя дачами, а также скотным двором, пасекой, фруктовым садом и огородом, гостиницей для паломников, иконописную, золотошвейную, свечную, столярную, портняжную, чеботарную и переплётную мастерские, фотомастерскую; просфорную, трапезную, хлебную, и ещё около 20 жилых и хозяйственных построек.

## Численность
В 1869 году при монастыре проживало 9 монахинь и 41 послушница, в 1917 году — 50 монахинь и 248 послушниц, в 1918 году — 64 монахини и 323 послушницы, в 1928 году — 28 монашествующих.

### Настоятельницы
Настоятельницей монастыря с 1860 года являлась игуменья Евгения (Собина), с 1886 года — игуменья Филарета (Реутова), с 1905 года — игуменья Нина, в 1917—1918 годах — игуменья Маргарита (Гунаронуло).